# 1970년 전미 비평가 협회상
제5회 전미 비평가 협회상은 1970년 최고의 영화를 기리기 위해 1971년 1월에 열린 시상식이다. 또한 제5회 전미 비평가 협회상은 미합중국 뉴욕 Algonquin Hotel에서 개최되었다.

## 수상 및 후보

### 작품상
- 매쉬 수상

### 감독상
- 정열 - 잉그마르 베르히만 수상

### 여우주연상
- 사랑하는 여인들 - 글렌다 잭슨 수상

### 남우주연상
- 패튼 대전차 군단 - 조지 C. 스콧 수상

### 여우조연상
- 잃어버린 전주곡 - 로이스 스미스 수상

### 남우조연상
- 작은 거인 - 치프 댄 조지 수상

### 각본상
- 모드의 집에서 하룻밤 - 에릭 로메르 수상

### 촬영상
- 와일드 차일드 - 네스토르 알멘드로스 수상

### 특별상
- 도널드 리치 수상
- Daniel Talbot 수상